# هيلاري بيكر
هيلاري بيكر (بالإنجليزية: Hilary Baker)‏ هو سياسي أمريكي، ولد في 21 فبراير 1746، وتوفي في 25 سبتمبر 1798.